# Stromkrieg
Der Stromkrieg (englisch war of currents) war um 1890 ein Disput zwischen Thomas Alva Edison (1847–1931) und George Westinghouse (1846–1914), ob die von Edison favorisierte Gleichspannung oder die von Westinghouse favorisierte Wechselspannung die geeignetere Technik für die großflächige Versorgung der Vereinigten Staaten von Amerika mit elektrischer Energie und den Aufbau von Stromnetzen sei. Dabei ging es am Anfang um Marktanteile für ihre jeweiligen Elektrofirmen Edison General Electric, die ab Anfang der 1890er Jahre ohne Edison als General Electric firmierte, und Westinghouse Electric. Bei dem Stromkrieg handelte es sich um den ersten Formatkrieg der Industriegeschichte – eine wirtschaftliche Auseinandersetzung um einen technischen Standard.
Die Wechselspannung ging dabei relativ schnell als Favorit hervor, da diese leichter hoch- oder heruntertransformiert werden kann, und mit höherer Spannung niedrigerer Strom möglich ist, damit weniger Materialeinsatz (Kupfer), längere Leitungen, geringere Verluste, deutliche Vorteile. Daher wurde bald die Gefährlichkeit in den Vordergrund gestellt, die bei hoher Spannung natürlich größer ist als bei niedriger. Bei gesunden Menschen gilt eine Berührungsspannung ab 50 V Wechselspannung (AC) oder 120 V Gleichspannung (DC) als lebensbedrohlich.

## Technische Hintergründe

Thomas Alva Edison

Der Beginn der Elektrifizierung wurde hauptsächlich initiiert durch das Aufkommen der elektrischen Beleuchtung, die zunächst durch Batterien mit elektrischer Energie versorgt wurde. Mit der Entdeckung des dynamoelektrischen Prinzips 1866 durch Werner von Siemens wurden erstmals größere Mengen von elektrischer Energie verfügbar. Durch die Erfindung des Transformators 1881 von Lucien Gaulard und John Dixon Gibbs wurde auch der Transport der größeren Energiemengen über weite Strecken kostengünstig möglich. Denn durch Transformatoren kann eine geforderte elektrische Wirkleistung durch eine höhere Spannung mit kleinerem Strom und somit mit geringeren Leitungsverlusten übertragen und beim Kunden wieder in kleinere Spannungen zurück transformiert werden. Diese Entwicklung bei der Elektrifizierung wurde 1887 mit der Erfindung des Zweiphasenwechselstroms durch Nikola Tesla und des Dreiphasenwechselstroms durch Dobrowolski im Jahr 1888 ergänzt und bildet die heute in der elektrischen Energietechnik und in Stromnetzen üblichen Zwei- oder Dreiphasensysteme.

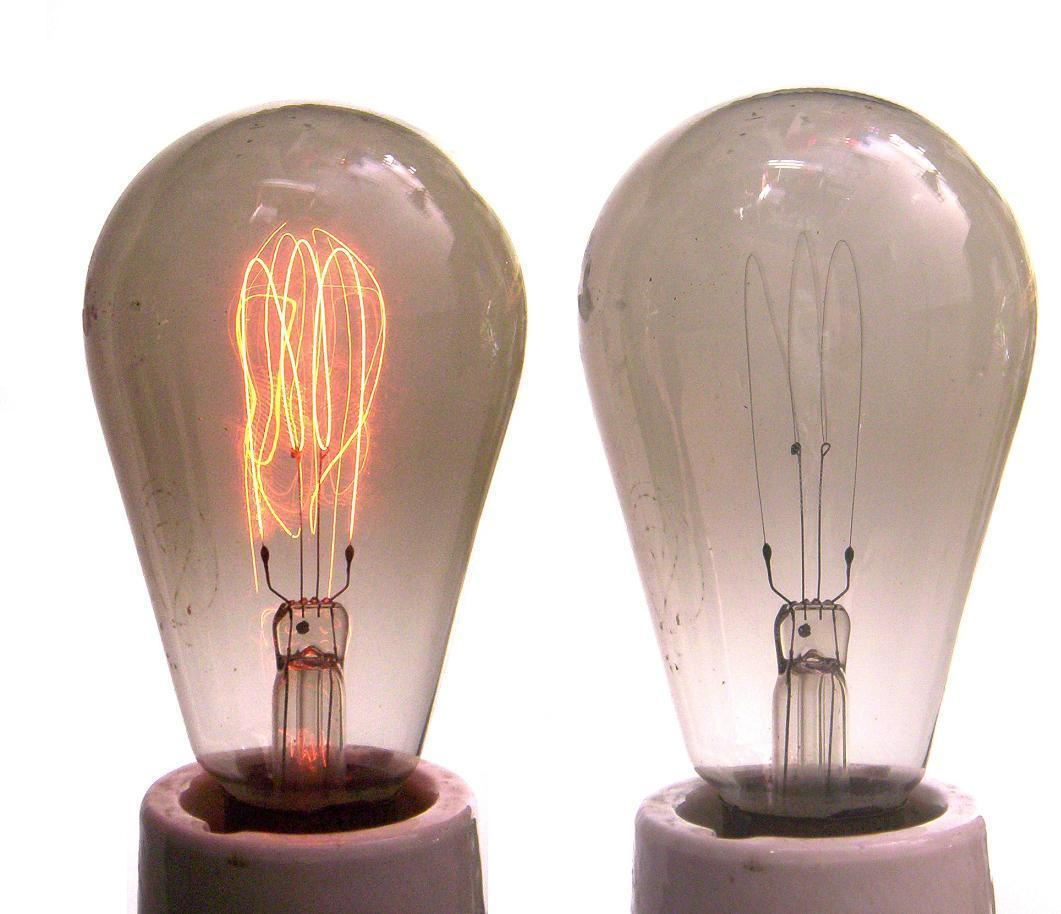
Kohlefadenlampe

In dieser Anfangszeit der elektrischen Energietechnik wurden kleinere, regionale Stromnetze in Form von Inselnetzen errichtet, in denen der Strom überwiegend für die elektrische Beleuchtung in Kohlebogenlampen und Kohlefadenlampen sowie zum Antrieb kleinerer Gleichstrom-Motoren verwendet wurde. Als Spannung wurde meist 110 V angeboten, das ist die Spannung, die sich als optimal für den Betrieb der 1880 von Edison entwickelten Kohlefadenlampe ergeben hatte. Die Kohlebogenlampen, die ab 1875 installiert wurden und ab 1880 in vielen Städten die erste öffentliche elektrische Beleuchtung stellten, konnten mit 100 bis 110 V Gleich- oder Wechselspannung betrieben werden.
Edison begann ab 1882 Kraftwerke zu errichten, die den Strom für seine Gleichspannungsnetze lieferten. Er hatte neben seinen Patenten für Kohlefadenlampen viele weitere Patente zu Gleichspannungstechniken und verlangte für deren Benutzung als Patentinhaber Lizenzgebühren. So entwickelte Edison einen der ersten Stromzähler, um den Verbrauch an elektrischer Energie messen und danach verrechnen zu können. Dieser als Edisonzähler bezeichnete Stromzähler konnte nur Gleichströme erfassen. Edison kannte den Nachteil der geringeren Übertragungsweite der 110/220 V Gleichspannung gegenüber hochtransformierter Wechselspannung, wollte durch diesen Nachteil jedoch weitere Einkünfte generieren, indem er eine Vielzahl von jeweiligen lokalen Stromerzeugungsstationen für eine Reichweite von etwa 1,5 km im Durchmesser plante. Westinghouse favorisierte Wechselspannungssysteme mit ihrer in der damaligen Zeit sehr viel weiteren Übertragungsweite und begann ab 1886, diese Systeme aufzubauen.
Der Unternehmer George Westinghouse hatte mit seinem Wechselspannungssystem zu der Zeit mit rechtlichen Problemen zu kämpfen: Patentrechtlich beschränkten die Hersteller der Glühlampen, insbesondere die Unternehmen von Edison, damals häufig das Benutzungsrecht verkaufter Glühlampen auf lizenzierte Stromnetze. Damit konnte Westinghouse, im Gegensatz zu Edison, da er keine Patentrechte für die Produktion von Glühlampen besaß, seinen Kunden zwar eine leistungsfähige Stromversorgung, aber keine komplette Lösung einschließlich der Glühlampen anbieten. Hotels und Büros mit eigenen Generatoren wurden erfolgreich mit gerichtlichen Verfügungen auf Unterlassung der weiteren Nutzung ihrer Glühlampen belegt. Die Glühlampenhersteller sicherten sich so auch den Markt der elektrotechnischen Infrastruktur und behinderten freien Wettbewerb und Innovation. Diese Auswirkungen des Patentrechts wurden in den Zeitungen der damaligen Zeit kritisch kommentiert.

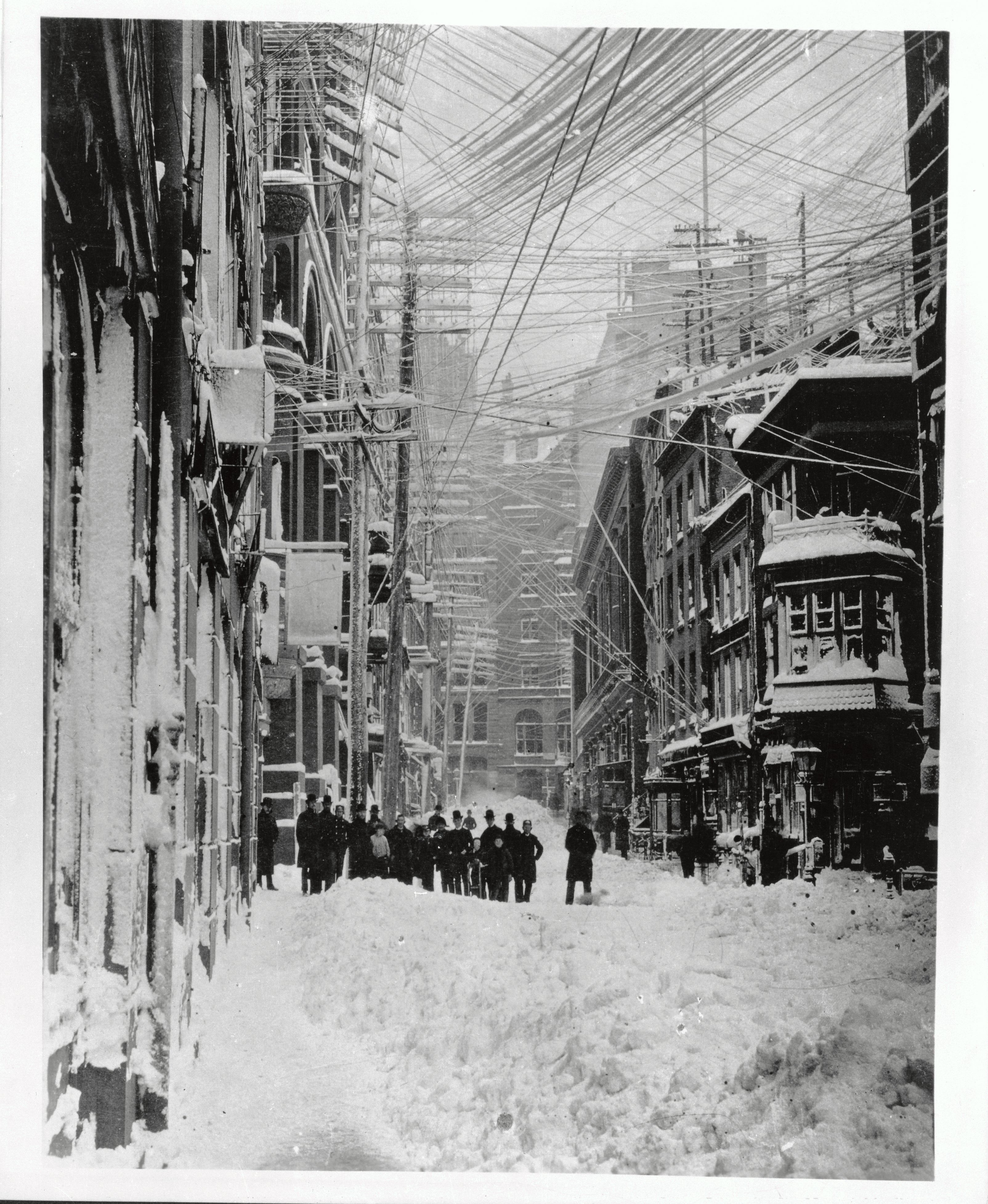
Eine Vielzahl von oberirdischen Stromleitungen in den Straßen von New York City, 1888

Nachdem Westinghouse seine erste große Wechselspannungsleitung installiert hatte, schrieb Edison im November 1886 in einem privaten Brief an Edward Johnson, den Präsidenten der Edison Electric

“Just as certain as death Westinghouse will kill a customer within six months after he puts in a system of any size, He has got a new thing and it will require a great deal of experimenting to get it working practically.”

„Ebenso sicher wie der Tod wird Westinghouse innerhalb von sechs Monaten, nachdem er ein System beliebiger Größe einsetzt, einen Kunden töten. Er hat eine neue Sache und es wird vieler Experimente bedürfen, um sie in der Praxis zum Laufen zu bringen“

Edison befürchtete eine schlechte Presse durch die hohen Spannungen in den Westinghouse-Systemen. Sicherheit und Ungefährlichkeit war eines der Ziele bei der Gestaltung seines 100-V-Systems gewesen und er war besorgt, dass durch einen Unfall mit Todesfolge die Elektrizität insgesamt in Verruf geraten könnte.
Bis Ende 1887 hatte Edison 121 Gleichspannungsnetze und Westinghouse 68 Wechselstromnetze in den USA. Die Thomson-Houston Electric Company hatte zudem 22 Wechselstromnetze gebaut, die die Expansion von Unternehmen aus der Firmengruppe von Edison behinderten. Alle Unternehmen hatten ihre eigenen elektrischen Leitungen, die sich teilweise kreuzten und überschnitten.
Die Stadt New York, in der bis 1887 keine der elektrischen Leitungen vergraben wurde, wies eine große Anzahl von Oberleitungen für Telefon-, Telegrafen-, Gleich- und Wechselspannungsleitungen bis zu 6000 V auf, die planlos durch die Straßen gezogen waren. Isolierungen auf Stromleitungen waren rudimentär oder nicht vorhanden. Im März 1888 zerriss ein großer Schneesturm eine große Anzahl der Leitungen und es kam, neben einem Zusammenbruch der Energieversorgung, zu einem Unglücksfall mit Todesfolge durch einen elektrischen Schlag. Dadurch wurde eine Diskussion über die Gefährlichkeit der Elektrizität in der Öffentlichkeit losgetreten, gefördert 1888 durch eine 84-seitige Broschüre der Edison Electric Light Co. mit dem Titel „Eine Warnung von der Edison Electric Light Company“, in der darauf hingewiesen wurde, dass Gleichspannung nicht einen einzigen Tod verursacht hatte.

## Ablauf

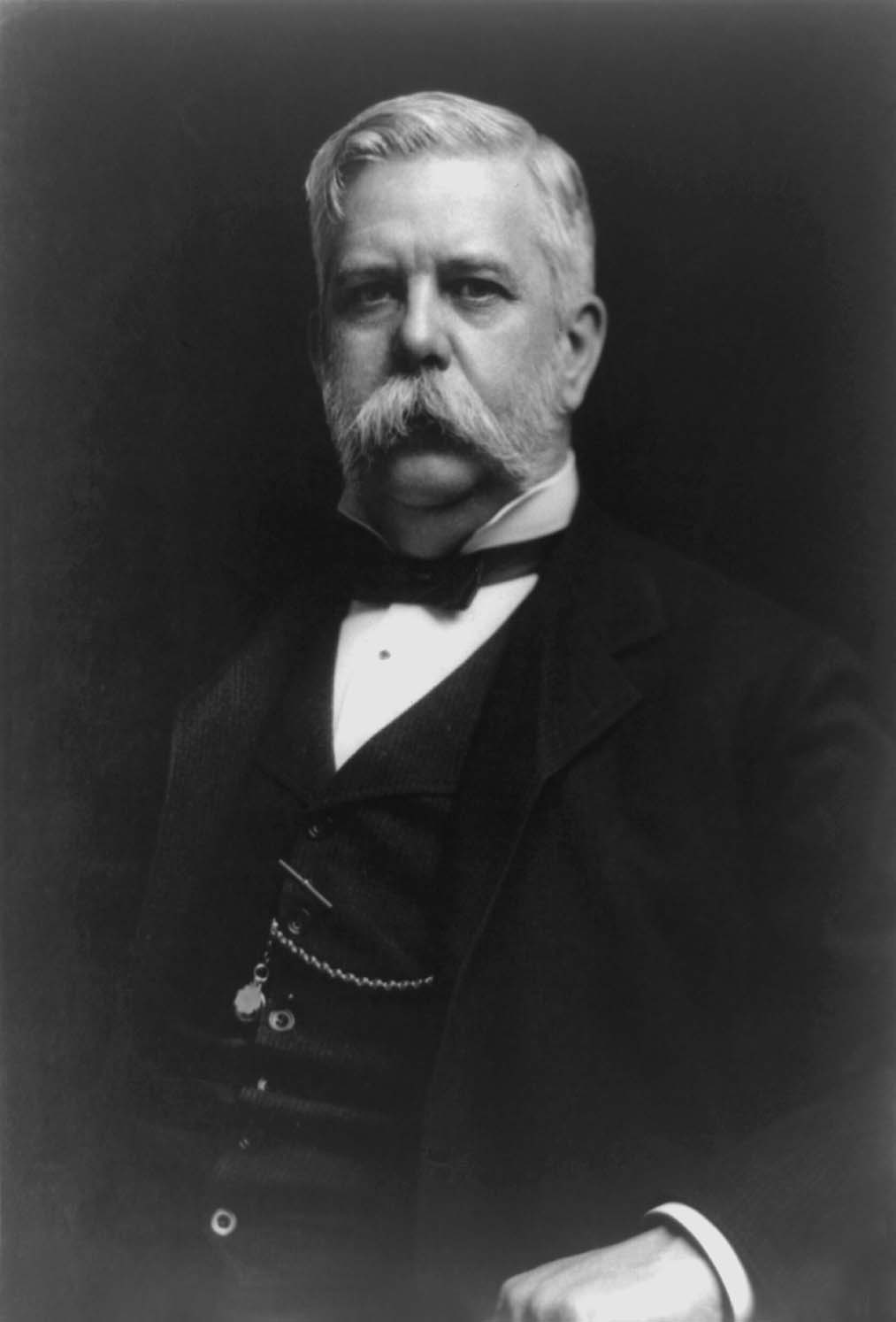
George Westinghouse (nach 1900)

Die Diskussion über die Gefährlichkeit von Wechselspannung ging nicht von Edison direkt aus, vielmehr beschäftigten sich Politiker und die Zeitungen damit. Es wurde erwartet, dass der populäre Thomas Edison dazu Stellung bezieht. Edison sah das gesamte Geschäftsmodell Elektrizität durch etwaige Unfälle und dadurch ausgelöste Akzeptanzprobleme gefährdet. Insbesondere war Sicherheit von Elektrizität verglichen mit der von Gas ausgehenden Brandgefahr eines seiner zentralen Argumente.
Es wurden Experimente mit Tieren unternommen, um die unbekannten Wirkungen der Elektrizität auf Lebewesen zu erforschen. Diese riefen später bei Tierschützern Empörung hervor; damals regte indes die Gesellschaft zur Verhinderung von Grausamkeiten an Tieren die Entwicklung der Elektrokution als schmerzlose Alternative für das damals häufige Ertränken herumstreunender Tiere an. Eine führende Rolle bei den Experimenten und der öffentlichen Kampagne gegen Wechselspannung spielte Harold P. Brown, der damals nicht bei Edison angestellt war, aber dort um Unterstützung bat und diese auch bekam. Edison selbst spielte die Rolle eines angesehenen Experten. Ohne Westinghouse zu nennen, forderte er die Politik auf, die maximale Spannung in den unterschiedlichen Stromsystemen zu limitieren. Brown hingegen forderte Westinghouse auf, sich gemeinsam öffentlich einem Stromschlag gleicher Spannung in Gleichspannung respektive Wechselspannung auszusetzen, da er davon ausging, dass Wechselspannung tödlicher als Gleichspannung sei.
Auch das Töten verurteilter Menschen durch Hängen sollte durch den elektrischen Stuhl ersetzt werden, was als schmerzärmer angesehen wurde. 1888 wurde dazu in New York ein Gesetz verabschiedet. Ein Unternehmen Edisons bekam den Regierungsauftrag zur Entwicklung. Der bei Edison tätige Ingenieur Harold P. Brown setzte dazu das Wechselspannungssystem des Konkurrenten Westinghouse ein, um dieses als gefährlich zu diskreditieren. Des Weiteren wurde versucht, die Redensart to be westinghoused für das Töten mit elektrischen (Wechsel-)Strom einzuführen und somit über Westinghouses Technik zu spotten und ein negatives Öffentlichkeitsbild zu verpassen. Nach der Verabschiedung dieses Gesetzes wurde Edison gefragt, was der beste Weg sei, um diese neue Art der Hinrichtung einzuführen. „Stellen Sie ihre Kriminellen als Strippenzieher in den elektrischen Stromversorgungsbetrieben New Yorks ein“, war Edisons ironische Antwort.
Westinghouse fühlte sich durch die Experimente zutiefst beleidigt, da er nicht wollte, dass jemand durch seine Forschung zu Schaden käme und versuchte, durch ein Schreiben an Edison verbunden mit einer Einladung die Differenzen zu überwinden. Edison antwortete darauf nur, dass seine Arbeit ihm keine Zeit dazu ließe.
Das Schlüsselprodukt der Elektrifizierung waren Glühlampen, deren Patentrechte bei Edison lagen. Kohlenfadenlampen waren nahezu die alleinigen Verbraucher elektrischer Energie in Hotels, Büros und Privathaushalten. Edison konnte über dieses Schlüsselprodukt die elektrische Infrastruktur kontrollieren, weswegen Westinghouse durch Firmenfusionen die Marktmacht Edisons zu reduzieren versuchte.
Der Konflikt wurde durch den Kauf der United States Electric Lighting Co. durch Westinghouse im Jahr 1888 verschärft, da die Edison Electric Light Co. gegen dieses Unternehmen seit 1885 einen Prozess um die Patente auf Glühlampen führte, den sie in allen Gerichtsinstanzen gewann, der aber erst 1892 zum Abschluss kam. Im schwebenden Verfahren musste die Edison Electric Light Co. die Verletzung ihrer Patente hinnehmen. Edison fühlte sich durch Prozessverschleppungsstrategien und weil Nikola Tesla – zunächst Mitarbeiter bei ihm in Menlo Park in New Jersey – bei Westinghouse Wissen eingebracht hatte, von beiden betrogen.

## Nikola Tesla

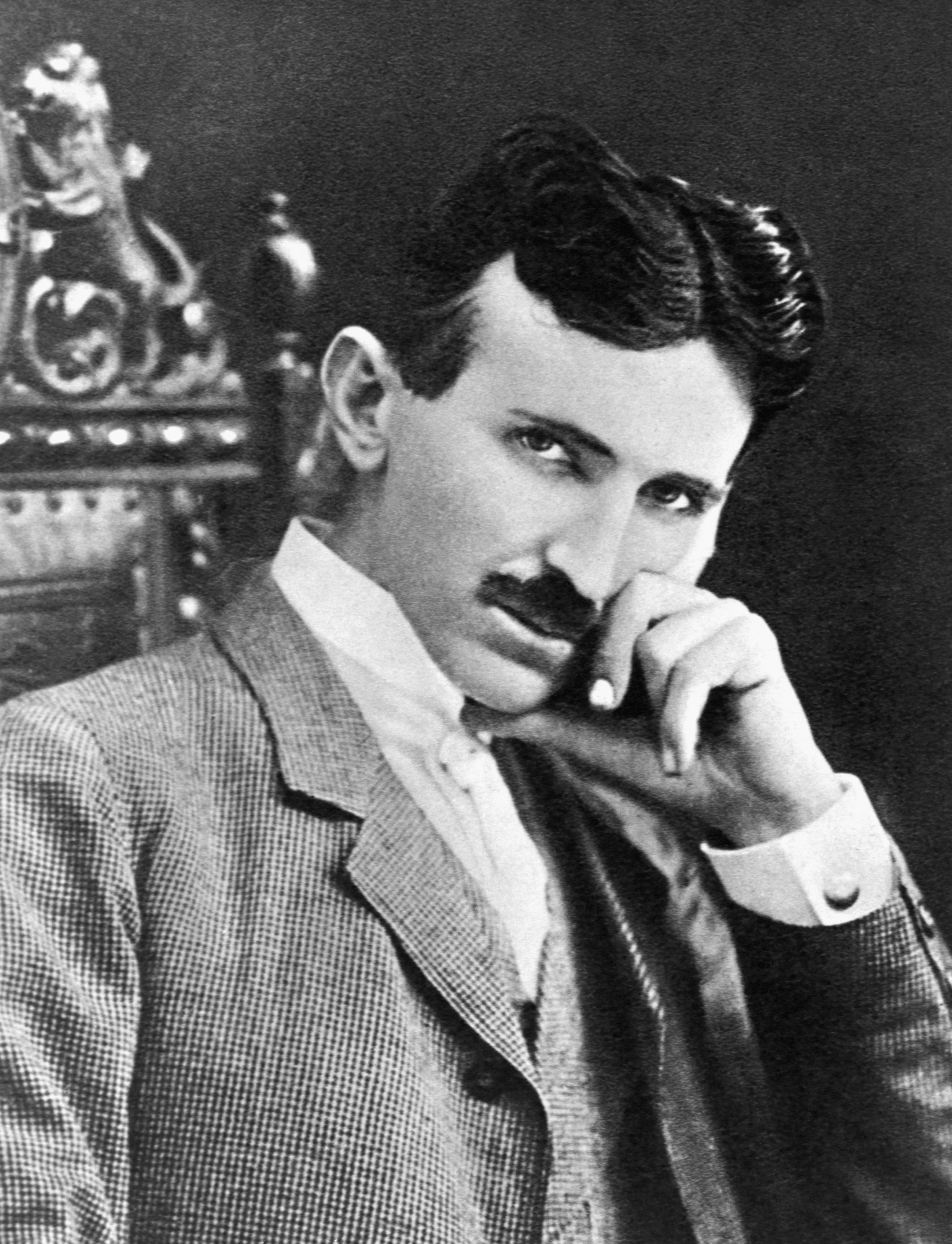
Nikola Tesla: Mitarbeiter zunächst bei Edison in Frankreich und in den USA, dann Cheferfinder bei Westinghouse

Nikola Tesla (1856–1943), der für Edison gearbeitet und diesen wegen unterschiedlicher Auffassungen verlassen hatte, wurde wenig später von George Westinghouse kontaktiert, der bei einer Vorlesung auf ihn aufmerksam geworden war. Tesla hatte 1882 in den USA, zeitgleich mit und unabhängig von Galileo Ferraris in Italien, das Prinzip des Zweiphasenwechselstroms mit einem rotierenden magnetischen Feld ersonnen. In den Folgejahren kam es auf Grund der Parallelentwicklung zu Patentstreitigkeiten. Auf dieser technischen Grundlage wurde im Jahr darauf der erste Zweiphasenmotor gebaut, der ohne verschleißende Bürsten arbeitete. Westinghouse erwarb die Patentrechte an Teslas sogenannten Polyphasenpatenten, die auch einen Zweiphasenmotor umfassen. Außerdem stellte er Nikola Tesla als Berater ein und begann 1888 den Zweiphasen-Elektromotor im US-Massenmarkt einzuführen. Diese Arbeit und der Einfluss von Westinghouse führte in Folge zur Entwicklung des amerikanischen Stromnetzes mit einer Netzfrequenz von 60 Hz.
Der heute in elektrischen Energienetzen übliche Dreiphasenwechselstrom und die heute weit verbreiteten Drehstrom-Asynchronmaschinen als Antriebsmotor wurden, unabhängig von dem in Nordamerika ausgetragenen Stromkrieg, von Michail Ossipowitsch Doliwo-Dobrowolski Ende der 1880er Jahre bei der Firma AEG entwickelt.

## Franklin Leonard Pope
Das erste mehrstufige Wechselspannungsnetz baute George Westinghouse in Zusammenarbeit mit Franklin Leonard Pope und William Stanley. Es wurde 1886 im Wohnort von Pope, Great Barrington, Massachusetts, installiert. Ein von einer Dampfmaschine angetriebener Generator erzeugte 500 V Wechselspannung, die auf 3000 V hinauftransformiert und in den Ort geleitet wurden. Dort wurde die Spannung auf 100 V heruntertransformiert und in die Häuser zur Energieversorgung der Glühlampen geleitet. Franklin Leonard Pope war ein früherer Freund von Thomas Alva Edison und gilt als Wegbereiter für dessen Aufstieg. Seit etwa 1870 waren Pope und Edison jedoch zerstritten. Pope starb am 13. Oktober 1895 durch einen Stromschlag, als er die Stromversorgung in Great Barrington nach einem Unwetter reparieren wollte. Pope war populär und zeitweise auch Präsident des American Institute of Electrical Engineers. Sein Tod führte zu umfangreichen Aktivitäten zur Verbesserung der Sicherheit elektrotechnischer Anlagen in den USA, die die Grundlage für den National Electrical Code bildeten. Eine Reaktion von Edison auf den Tod seines ehemaligen Freundes und späteren Widersachers im Disput um Wechsel- oder Gleichspannung ist nicht bekannt.

## Ausgang
In der Fachwelt wurde die Entscheidung, welches System sich für die Energieversorgung besser eignet, 1891 durch die erfolgreiche Betriebsaufnahme der Ames Hydroelectric Generating Plant und der Drehstromübertragung Lauffen–Frankfurt beeinflusst. Die Unternehmen von Westinghouse bekamen 1892 den prestigeträchtigen Auftrag zur Lieferung ihres Wechselspannungssystems für die Weltausstellung in Chicago 1893. Dazu gehörte auch eine große Anzahl einer von Westinghouse neu entwickelten Glühlampe, der sogenannten Westinghouse-Stopper-Lamp, die Edisons Patente umging. Somit konnte sich Edisons Auffassung nicht durchsetzen – der Markt hatte sich für die technischen Vorteile des Wechselspannungssystems entschieden. Persönlich zeigte sich Edison zunächst noch nicht überzeugt, ehe er schließlich sein Eintreten für das Gleichspannungssystem als größten Fehler seiner Karriere bezeichnete.
In den USA brachte ein Wasserkraftwerk der Westinghouse-Unternehmen bei den Niagarafällen (Niagara Power Station No. 1) und der Anschluss Buffalos an die elektrische Stromversorgung im Jahr 1896 die endgültige Wende zu Gunsten des Wechselspannungssystems. Danach produzierte auch General Electric, hervorgegangen aus einer Fusion der Edison General Electric Co. und der Thomson-Houston Co. im Jahr 1892, Produkte für die Energieversorgungsinfrastruktur mit Wechselspannungstechnik.
1896 gründeten General Electric und Westinghouse gemeinsam das Board of Patent Control, das bis 1911 bestand. Diese Organisation regelte Patentstreitigkeiten zwischen den Unternehmen außergerichtlich und vertrat die Patentinteressen beider Unternehmen gegenüber Dritten. Informationen über Patentverletzungen wurden gesammelt und mehr als 600 Verfahren gegen Dritte eingeleitet. Der persönliche Disput der beiden Pioniere wurde spätestens 1896 durch professionelles Management mit an wirtschaftlichen Erwägungen orientierten Entscheidungen ersetzt. Edison hatte seit Gründung von General Electric keine operativen Kompetenzen mehr. Charles A. Coffin, der zuvor Leiter der mit den Edison-Unternehmen zu General Electric Co. fusionierten Thomson-Houston Co. war, leitete das Unternehmen von Beginn an. Lewis Howard Latimer, der seit 1884 für Edison-Unternehmen arbeitete, wurde von General Electric in das Board of Patent Control entsandt.
Nach dem Auslaufen der Glühlampenpatente von Edison und der Basispatente auf Wechselspannungstechniken von Westinghouse konnte kein Unternehmen mehr den Markt technologisch kontrollieren.
Während in Europa die Gleichspannungsnetze Mitte des 20. Jahrhunderts so gut wie verschwunden waren, stellte der New Yorker Stromversorger Consolidated Edison die Lieferung von Gleichspannung erst Ende November 2007 endgültig ein. Zuletzt waren vor allem noch ältere Aufzüge in Manhattan auf die Gleichspannungsversorgung angewiesen, 1998 wurden noch 4.600 Kunden mit Gleichspannung beliefert. Die Aufzüge wurden bei der Einstellung der Versorgung mit Gleichrichtern auf Wechselspannung umgestellt oder erneuert.

## Die BezeichnungStromkrieg
Die Bezeichnung Stromkrieg (engl. war of currents) wurde in der damaligen Presse nicht verwendet. Die erstmalige Umschreibung der öffentlich geführten Auseinandersetzung zwischen Edison und Westinghouse mit Stromkrieg ist nicht belegt.
In neuerer Zeit wird der Streit – motiviert durch Diskussionen um Standards wie zum Beispiel bei TV-Signalen, Musik- und Video-Kassetten und DVD-Formaten – auch als Systemstreit um die Marktbeherrschung durch Patente auf Basistechnologien interpretiert.
In der damaligen Zeit tauschten die Kontrahenten ihre Ansichten zur Gefährlichkeit von Wechselstrom über die Presse aus. Am 13. Dezember 1888 schrieb George Westinghouse in einem Leserbrief an die New York Times, dass von Wechselspannung keine besondere Gefahr ausgehe. Am 24. Juli 1889 berichtete die New York Times, Edison sei überzeugt, dass 1000 V Wechselspannung einen Menschen sicher töten könnten. Die Dokumente sind exemplarisch für das Erscheinungsbild des Streits in den damaligen Medien.

## Filmische Verarbeitung
Eine filmische Verarbeitung erfolgte mit den Spielfilmen Edison – Ein Leben voller Licht (The Current War, 2017) und Tesla (2020).